# 田園都市 (企業)
田園都市株式会社（でんえんとしかぶしきがいしゃ）はかつて洗足田園都市（現在の目黒区洗足）にあった住宅地開発会社。宅地開発のみならず鉄道事業をふくむ諸般の設備整備も展開した。洗足と多摩川台（現在の田園調布）を開発したことでも名高い。現在の東急、東急不動産の母体企業である。
ここで記述する田園都市株式会社は、戦後に設立された東京都豊島区にある同名企業との関連性はない。

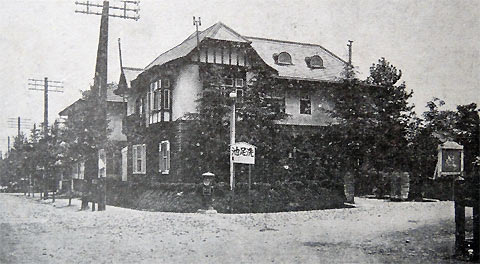
田園都市株式会社本社 （現在の東京都目黒区洗足二丁目25番）

## 概要
田園都市株式会社は理想的な住宅地「田園都市」開発を目的に1918年に実業家渋沢栄一らによって立ち上げられた会社で、現在の東急・東急電鉄・東急不動産の始祖に当たる。1922年に目黒区、品川区にまたがる洗足田園都市（現在の洗足地域）、 翌年大田区、世田谷区にまたがる多摩川台地区（現在の田園調布、玉川田園調布）の分譲を開始し、またその地の足の便の確保のため子会社により鉄道事業を営んだ。1928年、分譲地の販売も終了し役割は終わったとし、その子会社であった目黒蒲田電鉄に吸収合併された。しかし、その開発手法は後に東急（当時の東京急行電鉄）による田園都市線沿線の多摩田園都市開発に応用されることになる。

## 沿革と歴史

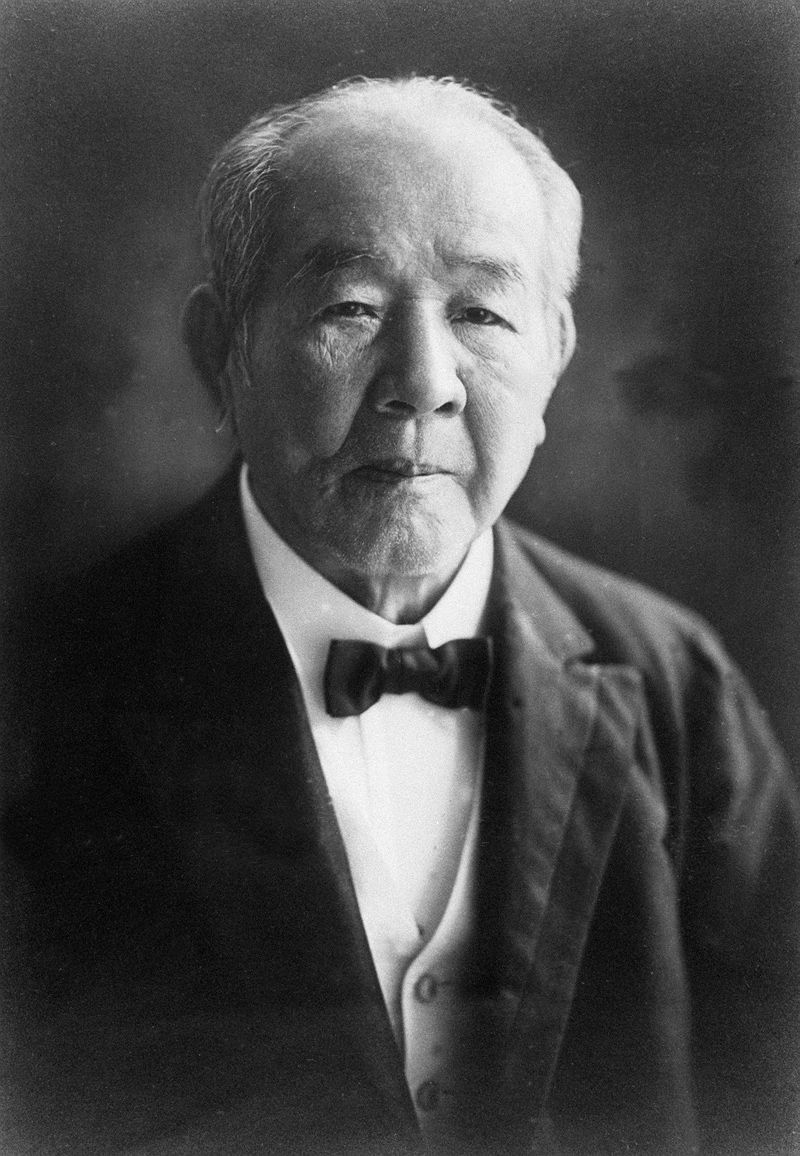
田園都市株式会社を創設した渋沢栄一。

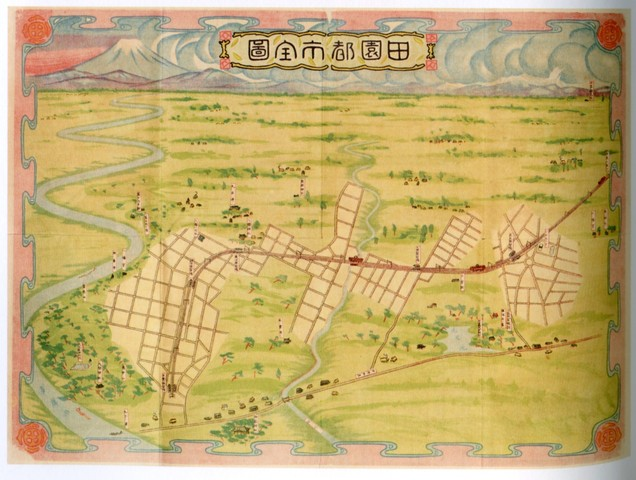
田園都市全図
田園都市株式会社が開発した区域の模式図。右から洗足地区、大岡山地区（東京科学大学大岡山キャンパスとなった）、多摩川台地区（後の田園調布地区）の3区画。
この3区画を貫いて走るのが目蒲線（現在の東急目黒線）で、左側（西）は多摩川である。

1915年（大正4年）2月、東京市長や司法大臣などを歴任した尾崎行雄の秘書を務めた畑弥右衛門が、尾崎の紹介で渋沢栄一を訪問して荏原郡開発を提案し、渋沢は中野武営に相談する。渋沢も中野も、欧米の都市を念頭に置いて田園郊外住宅地開発とそれにともなう鉄道など諸般設備の整備を構想する。1916年（大正5年）11月、田園都市株式会社創立委員会が開催され、渋沢が委員長となる。1918年（大正7年）1月には、田園都市株式会社設立趣意書を発表。
1918年（大正7年）9月2日、 田園都市株式会社が設立される
。
資本金50万円。 発起人には渋沢栄一（相談役）、役員には中野武営（発起人代表）、服部金太郎、柿沼谷雄、緒明圭造、星野錫、竹田政智の6人が、監査役には伊藤幹一、市原求の2人が名を連ね、社長に中野武営 、専務取締役に竹田政智が選出された
。
ただし中野は翌10月に急逝。社長の席は空席のまま、竹田が代表取締役となり会社の運営にあたった
。1919年（大正8年）8月25日 渋沢の四男渋沢秀雄が田園都市視察のため欧米11カ国訪問に横浜港から出発する。
田園都市株式会社はまず事業用地の買収を開始する。この時買収の対象としたのは洗足（現在の目黒区洗足二丁目、品川区小山七丁目）、大岡山、多摩川台（現在の田園調布、玉川田園調布）の3地区である。しかし、洗足地区は池上電気鉄道と用地買収が競合し土地価格が上昇したため、約5.5万坪（18万1千平米）を買収したところで一時中止し、多摩川台地区（当時の調布、玉川）の買収に重点を移し、1920年（大正9年）5月までに同地区22万坪を買収し、1921年（大正10年）11月までには30万坪（約100万平米）まで買い進め、計約45万坪（約148万5千平米）の買収を完了した。うち大岡山地区は9.2万坪（約30万3千平米）を買収したが、現・東京科学大学用地となり、宅地開発はされなかった。別途、地主たちに代替用地として提供した2.9万坪（約9万5千平米）が買収され計約48万坪（約158万4千平米）となった
。
また、洗足地区においては、第一期分譲地に続いて、田園都市株式会社による第二期分譲地および東洗足分譲地の約3,500坪（約1万1千平米）、目黒蒲田電鉄による北千束分譲地も提供され、合わせて574区画、約8.4万坪（約27万7千平米）の田園都市が形成された。そして、多摩川台地区において田園都市株式会社により開発されたのは約30万坪（約100万平米）であった。
「交通機関としては、目黒駅からこの住宅地まで電気鉄道を開通させます。すなわち、この電鉄は田園都市株式会社が巨費を投じて特に居住者に交通の便を提供するものであります」
田園都市株式会社は分譲地の開発に合わせて、これら地区に対する交通手段を確保するための鉄道を建設した。1920年（大正9年）3月6日、田園都市株式会社傘下の荏原電気鉄道に大井町 - 調布村間の地方鉄道敷設免許がおり、同年5月18日、 田園都市株式会社は、荏原電気鉄道から鉄道敷設免許を無償で譲り受け、1921年（大正10年）2月15日には大崎町 - 碑衾村間の地方鉄道敷設免許がおりる。しかし鉄道省が「文化住宅地からの通勤線としては山手線と直結すべき」と助言したため、大井町までの建設より、まず目黒から調布村（多摩川台地区、現在の多摩川駅）までの工事を先行することにした。
前述のように、田園都市株式会社は渋沢栄一が「日本橋の紳商で日本橋クラブ（経済人の集まり）に出資を求め設立され」その資本金50万円は、渋沢栄一を始め日本橋クラブのメンバー11人ですべて引き受けていたが、1920年（大正9年）第一次大戦後の恐慌で株式の暴落があり、そのメンバーの持株の一部を渋沢栄一から依頼された第一生命の創業者である矢野恒太が引き受けた。そしてこの時期に、不況時にもかかわらず関西で鉄道敷設と一体となった沿線開発に成功していた箕面有馬電気軌道（現在の阪急電鉄）の創業者 小林一三に田園都市株式会社の経営を依頼している。1921年（大正10年）4月、渋沢栄一が45万坪の土地を抱えていた田園都市株式会社の経営に困っている時、既に大株主になっていた矢野恒太に経営も見てくれないかと相談した。しかし田園都市株式会社は、中野武営や服部金太郎などそうそうたるメンバーが参加していたが「事業のほうは経営者が素人ばかり」つまり設立当時はとても営利を目的としている企業とは言えず矢野恒太も困り、同じ第一生命の役員であった和田豊治が「関西の小林一三に知恵を借りたらどうか」とアドバイスした。同年6月、矢野は小林に会って助力を求めた。最初は固辞したが、なんとか説得し上京して話だけでも聞くだけならと、小林は月に一度上京し役員会に出席するようになり、実質的に田園都市株式会社を経営していった。小林は名前を出さず、報酬も受け取らず、月に一回日曜日のみ、という約束で経営を引き受け、玉川、調布方面の宅地開発と鉄道事業を進めていった。
翌1922年（大正11年）3月24日、 田園都市株式会社の目黒線大崎町（目黒） - 調布村（多摩川）間の工事施行認可がおり、3月30日、目黒線（現在の目黒駅から沼部駅間）を着工した。同年6月、 洗足地区にて洗足田園都市の予約分譲を開始、10月中には区画工事が完成したが、その完成前から分譲地の購入希望者が多数押し寄せた。
既に田園都市株式会社を経営していた小林一三はその役員会で「僕が毎月上京して役員会で方針を定めて行くが、さっぱり実行出来ない。呆れてものも言えぬ。実行力のある人を役員に入れて貰わねば、せっかく毎月来ても何にもならぬ」と自身の代わりに鉄道省出身で未開業の武蔵電気鉄道（後の（旧）東京横浜電鉄、現在の東横線の母体）の経営に携わっていた五島慶太を推挙した。
そして、鉄道部門を分離独立させることとなり、1922年（大正11年）7月22日、 目黒蒲田電鉄株式会社発起人総会（代表竹田政智）が開催される。この総会における決議事項は以下の通り
1、 田園都市株式会社から鉄道敷設権（大井町 - 調布村、大井町 - 碑衾村間）の譲受
2、武蔵電気鉄道株式会社（後の（旧）東京横浜電鉄、現在の東横線の母体）から鉄道敷設権（調布村 - 蒲田間）の譲受
同年9月2日、目黒蒲田電鉄株式会社（資本金350万円）創立総会が開催され、五島慶太が専務取締役となり、以後の経営にあたる。この時五島は、小林一三から「荏原電鉄（後の目黒蒲田電鉄）を先に建設し、田園都市の45万坪の土地を売り、その利益で武蔵電鉄をやればいい」と説得され専務就任を決心したという。
1923年（大正12年）3月に、目黒蒲田電鉄は、目黒 - 丸子（現在の沼部）間を開業、洗足田園都市の居住者に交通の便を提供した。この目黒線が開通した3月11日には、洗足駅前の広場にて、当時の鉄道大臣大木遠吉、東京府知事など数多くの来賓が出席して盛大な開通祝賀行事が行なわれた。そして同年5月に、田園都市株式会社は本社を洗足田園都市（洗足駅前）に移転、そこを拠点として多摩川台地区（現在の田園調布、玉川田園調布）の開発を推進し、同年8月には、同地区での分譲を開始した。同年9月1日、関東大震災が発生し東京市内は壊滅的な被害を受けたが、洗足田園都市の分譲地にはほとんど被害が無く、また11月には目黒 - 蒲田間を全通させることができ目蒲線（現在の目黒線の一部および東急多摩川線）と呼んだ。
1924年（大正13年）1月8日、田園都市株式会社は大岡山所在の社有地9.2万坪と、震災で壊滅的な被害を被った蔵前にある東京高等工業学校（現・東京工業大学）の敷地1.2万坪と等価交換、同年6月、蔵前の土地は震災復興局に転売、震災による土地高騰もあり、240万円で買収された。その利益で武蔵電鉄電気鉄道の株を購入し東横線の建設の資金とした
。
同年2月には洗足地区の分譲を完了した。同年5月1日、 多摩川園を設立（資本金15万円）し、翌1925年（大正14年）12月23日、 温泉遊園地多摩川園が開園した。1926年（大正15年）5月22日、（旧）東京横浜電鉄との共同経営地新丸子地区の土地分譲を開始する。1928年（昭和3年）5月5日、田園都市株式会社は、多摩川台地区などの分譲を完了したため、子会社であった目黒蒲田電鉄に吸収合併され、田園都市事業は目黒蒲田電鉄田園都市部が継承することになった。
※以降の歴史は、目黒蒲田電鉄、東京横浜電鉄、東急電鉄を参照。

## 田園都市の理念
渋沢栄一の子・秀雄が田園都市視察のため1919年（大正8年）8月から欧米11カ国を訪問し日本の田園都市建設の参考とした。その時の回想記によると　エベネザー・ハワードがロンドン郊外に創設した田園都市レッチワースよりも、サンフランシスコ郊外の高級住宅地セントフランシス・ウッドの街並を田園都市建設の参考にしているようである。

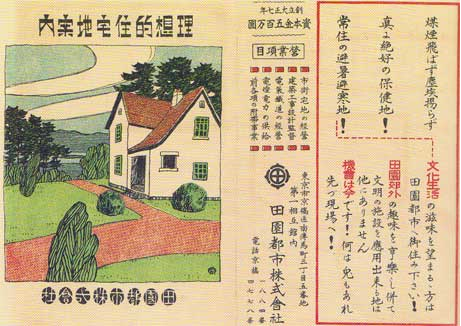
田園都市株式会社ブローシャー

また、分譲当時の「田園都市案内パンフレット」の中の理想的住宅地によると、日本の田園都市を建設するにあたり「田園都市という言葉はその起源から考えてみますと、今日わが国で用いられている意味とは少しその趣を異にしているように思われます。本社の如きも田園都市株式会社という商号を用いていて居りますものの、英国では田園都市と銘打って始めた事業の内容に比べますとだいぶ相違した点もありますから、ここに簡略ながら田園都市ということについて一言申し述べようと存じます」「イギリスの田園都市では工業地域の工場へ通勤する労働者の住宅地を主眼にするのに反して、わが田園都市に於いては東京市という大工場へ通勤される知識階級の住宅地を眼目といたします結果、いきおい生活程度の高い瀟洒な郊外新住宅地の建設を目指しております」また「イギリスの田園都市は工業地域、農業地域も一体に作りますが、日本の田園都市は住宅のみの建設に限定し、田園を冠する限り、その住宅の建設される地域はつぎの要件を満たすことが必要であります」としており、
1、土地高燥にして大気清純なること。
2、地質良好にして樹木多きこと。
3、面積少なくとも十万坪（約33万平米）を有すること。
4、一時間以内に都会の中心地に到着し得べき交通機関を有すること。
5、電信、電話、電灯、ガス、水道などの完整させること。
6、病院、学校、倶楽部等の設備あること。
7、消費組合の如き社会的施設も有すること。
「上記の如き住宅地を単に郊外市と呼び捨てるのはあまりにも物足りなく思います。天然と文明、田園と都市の長所を結合せる意味に於いて同じく田園都市と呼ぶのもあながち不当ではあるまいと思います。そしてわが社の田園都市はすなわちこの種類のものなのであります」と結んでいる。つまり、ロンドンのレッチワースは住宅街に隣接して工業地域を作り、住宅街の周囲を農業地域が取り囲み緑地帯にしたのに対し、日本の田園都市ではそれらを造らず、道路に街路樹を植え、広場と公園を整備し街全体が「庭園」となることを目的としたのである。
また、「田園都市案内パンフレット」には理想的な住宅地である「庭園都市」において住宅建設をする上で守るべき条件として、下記が挙げられていた。
1、他の迷惑となる如き建物を建造せざること。
2、障壁はこれを設くる場合にも瀟洒典雅のものたらしむること。
3、建物は三階建て以下とすること。
4、建物敷地は宅地の五割以下とすること。
5、建築線と道路との間隔は道路幅員の二分の一以上とすること。
6、住宅の工費は坪当たり百二、三十円以上にすること。

## 実際の都市建設（洗足と多摩川台）
田園都市株式会社が買収したのは洗足地区（第一期：約5.5万坪、約18万平米）、大岡山地区（約9.2万坪、約30万平米）、多摩川台地区（約30万坪、約100万平米）の3地区であったが、大岡山地区は東京工業大学キャンパスとなったため、実際に開発されたのは、洗足地区と多摩川台地区であった。

### 洗足地区

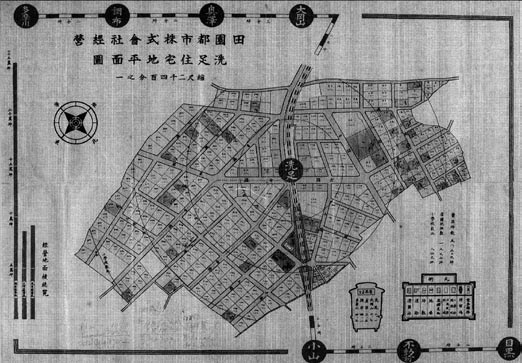
田園都市株式会社経営洗足住宅地平面図

1922年（大正11年）6月に田園都市株式会社が最初に分譲したのは、開発した45万坪（148万平米）のうち8分の1にあたる洗足地区（第一期にあたる現在の目黒区洗足の一部、品川区小山の一部）の約5.5万坪（約18万平米）であった。碁盤状に道路を確保し、土盛りをしない畑での予約販売であったが、前節の回想記によると「洗足のサイトプランが出来上がると、図面を印刷し、電車開通前に売り出した。1922年（大正11年）5月頃だったと思う。畑の土を掘って計画通りの道筋だけをつけた。だから道筋以外には青麦がはえ、馬鈴薯の花が咲いていた。そこをお客さんたちは図面をてにして、気に入った場所を物色して歩いた」とあり販売は好調であった。10月中には計画通り上下水道の設備、道路の舗装等の工事も完成し、12月には送電を開始した。翌1923年（大正12年）3月には目蒲線 (現在の 目黒線) が開通し、洗足駅が開業した。同年9月に起った関東大震災において、洗足田園都市の住宅には被害がほとんど出なかったこともあり、次節で述べる多摩川台地区の住宅地も俄然売れ行きがよくなった。洗足地区であるが、分譲2年後にあたる1923年（大正13年）2月には全ての区画が完売となった。
1929年（昭和4年）12月20日、社団法人洗足会が発足。同会は1930年（昭和5年）秋、会社の資金提供により、洗足会館（品川区小山七丁目5番）を建設、翌春竣功した。1931年（昭和4年）5月5日、洗足会館落成式が会員、その家族等数百名を集めて挙行された。2012年（平成24年）3月20日、80余年の歴史を経た洗足会館の建て替えに伴う新築工事が完了。2013年（平成25年）10月5日には、一般社団法人　洗足会の主催により「洗足田園都市「歴史を語る集い」」も開催されるなど、活発な文化活動が継続されている。

### 多摩川台地区

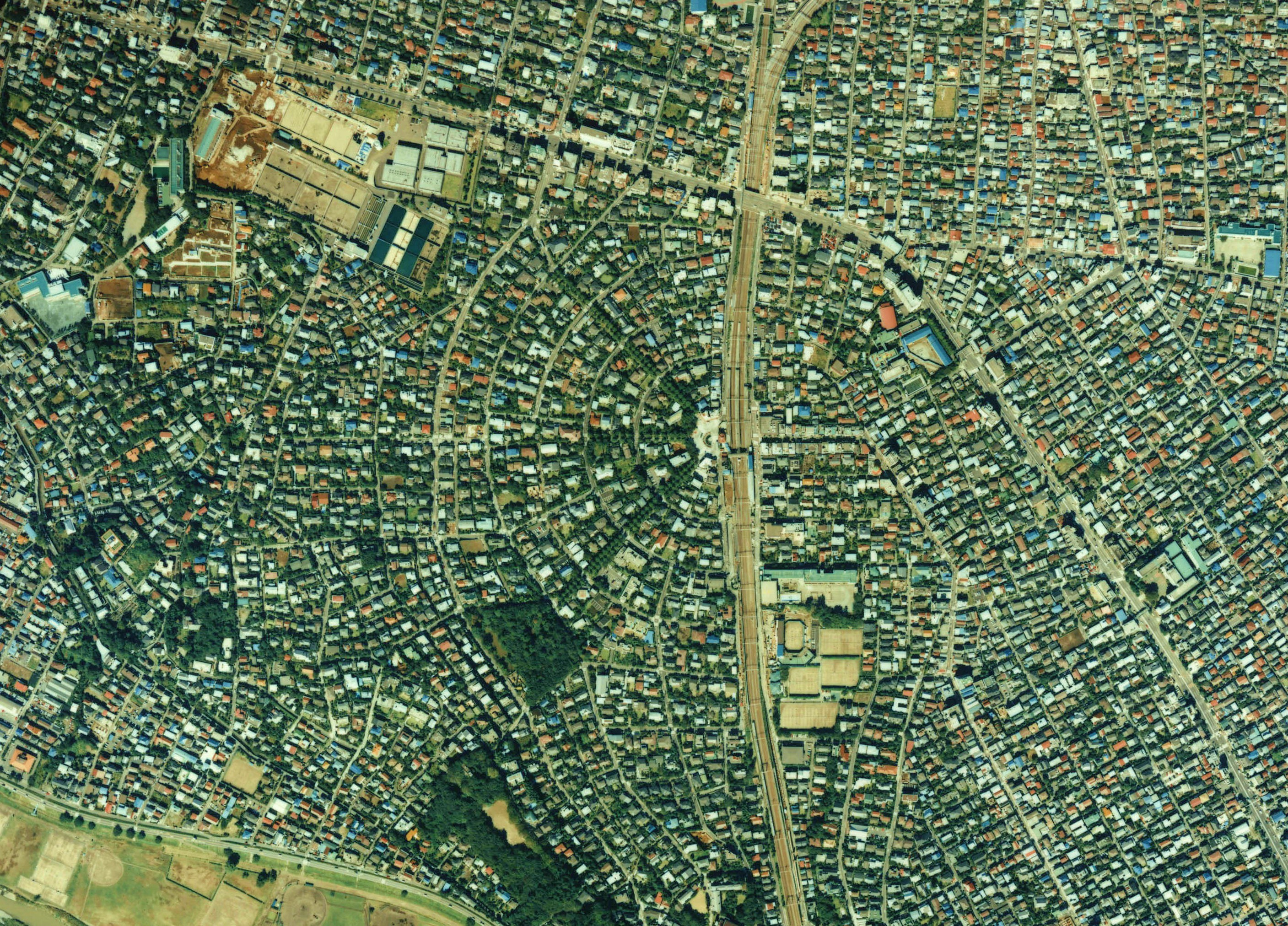
田園都市株式会社が開発した田園調布地域の空中写真（1989年撮影）。
画像中央付付近が田園調布駅、駅から同心円状のエトワール型の道路と街路樹、また広場、公園が設けられている。特に駅の西側一体は街路樹等の樹木が多いことが分かる。

上記の理念を実現するために、多摩川台地区（現在の大田区田園調布の一部、世田谷区玉川田園調布の一部）の開発が行われた。田園調布の開発を推進した渋沢秀雄によると「私は田園調布の西側に半円のエトワール型を取り入れてもらった。この分譲地のサイト・プランを依頼した矢部金太郎君に注文をつけたのである」とあるように、実際に田園調布駅の西側に半円のエトワール型の道路を取り入れ街路樹を植え、当時の新興分譲地などでは住宅地における道路の面積は総面積の5パーセント程度であるのに対し、採算を度外視し田園調布では道路の面積だけでも街全体の18パーセントに達しており、また広場と公園を整備し、庭園都市としての良好な住環境を提供した。この地区の販売も好調で1928年（昭和3年）5月までにはすべての分譲が完了した。
対比される芦屋市六麓荘町は1928年（昭和3年）から、お屋敷町として数万坪が開発されたが、前節で述べたように田園調布では田園都市株式会社により街全体を庭園、つまり庭園都市（ガーデンシティー）にすることを目的に約30万坪（約100万平米）が開発されており、開発コンセプトは全く異なっている。
当時の「庭園都市の理念」は、現在の田園調布でも生きており、東急東横線・目黒線が通る多摩川駅の東側、田園調布一丁目に約3万平米の広さの田園調布せせらぎ公園（旧多摩川園遊園地の一部）があり、多摩川駅の西側から多摩川の河川敷との間、一丁目と四丁目に約6万6千平米の広さの多摩川台公園が、そして三丁目には大正時代末期からある宝来公園があり、第２種風致地区による建築制限と相まって、庭園都市としての良好な住環境が保たれている。
また「庭園都市において守るべき住宅の条件」も「社団法人田園調布会」及び大田区都市計画による「田園調布憲章」「環境保全についての申し合わせ」及び「大田区田園調布地区地区計画」などにより受け継がれている。

## 年表

### 田園都市株式会社設立
- 1918年（大正7年）1月 田園都市株式会社設立趣意書発表。
- 1918年（大正7年）9月2日 田園都市株式会社（資本金50万円）設立。 社長に中野武営 、相談役に渋沢栄一就任[46]。
- 1918年（大正7年） 田園都市（株）、事業用地買収開始（対象地：洗足、大岡山、多摩川台の各地区）。
- 1919年（大正8年）8月22日 渋沢秀雄、田園都市視察のため欧米11カ国訪問に出発。
- 1920年（大正9年）3月6日 田園都市（株）傘下の荏原電気鉄道に大井町 - 調布村間地方鉄道敷設免許。
- 1920年（大正9年）5月18日 田園都市（株）、荏原電気鉄道の鉄道敷設免許を無償で譲り受ける。

- 1921年（大正10年）2月15日 田園都市（株）に大崎町 - 碑衾村間地方鉄道敷設免許。
- 1921年（大正10年）5月26日 田園都市（株）、洗足地区に田園都市耕地整理組合設立。
- 1921年（大正10年）11月 田園都市（株）、事業用地買収完了、総面積約45万坪（内訳は洗足地区約5.5万坪、大岡山地区9.2万坪、多摩川台地区約30万坪）。

- 1922年（大正11年）3月24日 田園都市（株）の目黒線大崎町（目黒） - 調布村（多摩川）間工事施行認可。
- 1922年（大正11年）3月30日 田園都市（株）、目黒線着工。
- 1922年（大正11年）6月 田園都市（株）、洗足地区（現在の目黒区洗足二丁目、品川区小山七丁目）にて洗足田園都市の土地分譲を開始。

### 目黒蒲田電鉄株式会社の発起
- 1922年（大正11年）7月22日 目黒蒲田電鉄株式会社発起人総会開催（代表竹田政智）。
  - 決議事項
    1. 田園都市（株）から鉄道敷設権（大井町 - 調布村、大井町 - 碑衾村間）の譲受
    2. 武蔵電気鉄道（株）から鉄道敷設権（調布村 - 蒲田間）の譲受
- 1922年（大正11年）8月2日 田園都市（株）に電灯電力供給事業認可。
- 1922年（大正11年）9月2日 目黒蒲田電鉄（株）（資本金350万円）創立総会開催。専務取締役に五島慶太就任（武蔵電気鉄道取締役と兼務）。
- 1922年（大正11年）12月 田園都市（株）、洗足田園都市に送電開始。
- 1923年（大正12年）3月11日 目黒蒲田電鉄、目黒線目黒 - 丸子間 (8.3km) 開通。洗足駅、調布駅などが開業。

### 田園都市株式会社の本社移転

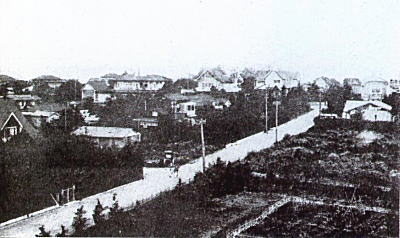
田園都市株式会社により開発された洗足田園都市地区の絵葉書

- 1923年（大正12年）5月 田園都市（株）、日清保険ビル（現在の東京都千代田区大手町）から洗足田園都市内（洗足駅前）に本社を移転。
- 1923年（大正12年）8月 田園都市（株）、多摩川台地区で土地分譲開始（後に高級住宅地の代名詞ともなる田園調布[47]地域）。
- 1923年（大正12年）9月 関東大震災。
- 1923年（大正12年）11月1日 目黒蒲田電鉄、蒲田線目黒 - 蒲田間 (13.2km) 全通、目蒲線と呼称。
- 1924年（大正13年）1月8日 田園都市（株）、大岡山所在の社有地と蔵前所在の東京高等工業学校（現・東京工業大学）敷地と交換。
- 1924年（大正13年）2月1日 田園都市（株）、洗足田園都市の田園都市耕地整理事業を完了。
- 1924年（大正13年）5月1日 多摩川園設立（資本金15万円）。
- 1925年（大正14年）12月23日 多摩川園開園。
- 1926年（大正15年）5月22日 田園都市（株）、（旧）東京横浜電鉄との共同経営地新丸子地区の土地分譲開始。

### 目黒蒲田電鉄による田園都市株式会社の吸収合併
- 1928年（昭和3年）5月5日 田園都市（株）は目黒蒲田電鉄に吸収合併され、田園都市事業は目黒蒲田電鉄田園都市部が継承した。
- 1931年（昭和6年）11月1日 渋沢栄一死去（92歳）。

※以降の年表は、目黒蒲田電鉄、東京横浜電鉄、東急電鉄を参照。